# 李汛山
李汛山（1910年—1992年），中国人民解放军将领、中国人民解放军开国少将。
曾任中国人民解放军军事学院后勤教授会主任。1955年，授予中国人民解放军少将。